# Черчес, Вячеслав Борисович
Вячеслав Борисович Черчес (14 марта 1966 — неизвестно) — советский и белорусский хоккеист, нападающий.

## Биография
Сын тренера Бориса Черчеса, воспитанник минской «Юности», победитель всесоюзных соревнований среди команд учащихся спецклассов (1980/81). Девять сезонов (1983/84 — 1991/92) отыграл в минском «Динамо». Выступал за «Химик» Новополоцк (1992/93), «Белсталь» Жлобин (1995/96).
Завершил карьеру в 2003 году. По версии издания «Спорт-Экспресс» вошёл в составленный в том же году «звёздный состав» минского «Динамо».
По словам тренера Ивана Кривоносова, «Невысокий и юркий Черчес имел все данные для того, чтобы стать хоккеистом экстра-класса. Но оправдать авансы помешали неорганизованность и недостаток мотивации. Сыграть через „не могу“ Черчес не мог. Нарушавший режим еще в бытность игроком, после окончания спортивной карьеры он так и не сумел найти свое место в жизни». Как заявлял врач «Динамо», «Черчес был склонен к отдыху с выпивкой. Но не могу сказать, что он ушел из хоккея только из-за этого. Просто оказался невостребованным. Скорее, именно это и стало причиной, а выпивка — следствием…».
Скоропостижно скончался до 2014 года.